# Mimomma ochriplaga
Mimomma ochriplaga là một loài bướm đêm trong họ Geometridae.